# Youssef Nabil
 (octobre 2016).
Youssef Nabil, né le 6 novembre 1972 au Caire en Égypte, est un artiste et photographe égyptien.

## Biographie
Youssef Nabil commence sa carrière photographique en 1992, peu de temps avant de partir pour New York et Paris travailler dans les studios de grands photographes.
En 1999, il présente sa première exposition personnelle au Caire.
Au fil des années, il reste un ami très proche du photographe portraitiste de studio, Van Leo (Leon Boyadjian 1921-2001), d’origine égyptienne-arménienne, qui l'encourage à partir vers l’Ouest.
En 2003, il remporte le prix Seydou-Keïta à l’occasion de la Biennale de photographie africaine à Bamako.
En 2001, lors de son voyage au Caire, l’artiste anglaise Tracey Emin découvre son travail, et le cite plus tard  comme étant l'un des prochains artistes majeurs dans l’article « Tomorrow People » du magazine Harper’s Bazaar.[réf. nécessaire]
Il quitte l’Égypte en 2003 pour la résidence d’artistes de la Cité internationale des Arts de Paris. En 2006, il part vivre et travailler à New York.
Nombre de portraits de personnalités ont été soumis à la technique artistique de Youssef Nabil qu'est la colorisation à la main sur tirage argentique,, parmi eux les artistes Tracey Emin, Gilbert and George, Nan Goldin, Marina Abramovic, Louise Bourgeois, et Shirin Neshat. La chanteuse Alicia Keys, Natacha Atlas, le chanteur Sting, et les acteurs Omar Sharif, Faten Hamama, Rossy de Palma, Charlotte Rampling, Isabelle Adjani, Isabelle Huppert et Catherine Deneuve ont également travaillé avec lui.
En 2010, Nabil a écrit, produit, et dirigé son premier film You Never Left, un court métrage de 8 minutes avec les acteurs Fanny Ardant et Tahar Rahim.
En 2015, Nabil a présenté son second court métrage de 12 minutes avec Salma Hayek et Tahar Rahim.
L’œuvre de Nabil a été présentée lors de nombreuses expositions personnelles et collectives, British Museum, Londres ; Centro de la Imagen, Mexico City ; North Carolina Museum of Art, Raleigh ; Baltic Centre for Contemporary Art, Newcastle ; Centro de Cultura Contemporánea de Barcelona ; Institut du monde arabe, Paris ; Savannah College of Art and Design, Savannah ; Kunstmuseum, Bonn ; Galerie Nathalie Obadia, Paris / Bruxelles ; The Third Line, Dubai ; The Townhouse gallery, Le Caire ; Galerist, Istanbul ; Marco Noire gallery, Turin ; Yossi Milo gallery, New York ; Centro Andaluz de Arte Contemporáneo, Seville ; Aperture Foundation, New York et la Villa Médicis, Rome.
Nabil travaille actuellement entre New York et Paris.

## Films
- The Beautiful Voyage (2021) avec Charlotte Rampling et Youssef Nabil
- ''Arabian Happy Ending'' (2016)
- I Saved My Belly Dancer (2015) avec Salma Hayek et Tahar Rahim
- You Never Left (2010) avec Fanny Ardant et Tahar Rahim

## Expositions (sélection)

### Solos

#### De 2010 à 2022
- 2022 : Memory of a happy place, Galerie Nathalie Obadia, Paris[10]
- 2019 : Youssef Nabil, Institut du Monde Arabe-Tourcoing[11]
- 2017 : Deep Roots, Galerie Nathalie Obadia, Bruxelles, Belgique[12]
- 2013 : Time of Transformation, The Third Line Gallery, Dubai. U.A.E.
- 2012 : Youssef Nabil, Maison européenne de la photographie, Paris, France.
- 2011 : You Never Left, Galerie Nathalie Obadia, Paris, France.
- 2010 : Youssef Nabil, Yossi Milo Gallery, New York, U.S.A.
- 2010 : I Live Within You, Savannah College of Art and Design-SCAD, Savannah, U.S.A.

#### De 1999 à 2009
- 2009 : Youssef Nabil, GALERIST, Istanbul, Turquie.
- 2009 : I Live Within You, Savannah College of Art and Design-SCAD, Atlanta, U.S.A.
- 2009 : I Won't Let you Die, Villa Medicis, Rome, Italie.
- 2009 : I Will Go to Paradise, The Third Line Gallery, Dubai, U.A.E.
- 2009 : Youssef Nabil, Volker Diehl Gallery, Berlin, Allemagne.
- 2008 : Cinema, Michael Stevenson Gallery, Cape Town, Afrique du Sud.
- 2007 : Sleep in my arms, Michael Stevenson Gallery, Le Cap, Afrique du Sud.
- 2007 : Portraits / Self-portraits, The Third Line Gallery, Dubai, U.A.E.
- 2005 : Realities to Dreams, Townhouse Gallery of Contemporary Art, Le Caire, Égypte.
- 2003 : Pour un moment d'éternité, Rencontres internationales de la photographie, Arles, France.
- 2001 : Obsesiones, Centro de la Imagen, Mexico City, Mexique.
- 2001 : Youssef Nabil, Townhouse Gallery of Contemporary Art, Le Caire, Égypte.
- 1999 : Premiere, Cairo-Berlin Art Gallery, Le Caire, Égypte.

### Collectives

#### De 2010 à 2019
- 2014 : The Divine Comedy. Heaven, Purgatory and Hell Revisited by Contemporary African Artists -Museum für Moderne Kunst (MMK), Francfort-sur-le-Main.
- 2013 : Sous influences, arts plastiques et psychotropes, La Maison rouge, Paris, France.
- 2013 : Ici, ailleurs, Friche la Belle de mai, Marseille, France.
- 2012 : Light from the Middle East: New Photography, Victoria and Albert Museum, Londres, Royaume-Uni.
- 2012 : The Royal Academy of Arts Encounter, Cultural Village Foundation Katara, Doha, Qatar.
- 2012 : Tea with Nefertiti, Mathaf Arab Museum of Modern Art, Doha, Qatar.
- 2012 : Édouard et Cléopâtre, égyptomanies depuis le XIXe siècle, Boghossian Foundation, Bruxelles, Belgique.
- 2012 : Pose/Re-Pose: Figurative Works Then and Now, SCAD Museum of Art. Savannah, Georgia, U.S.A.
- 2011 : Facing Mirrors, Musée de la photographie de Thessalonique, Grèce
- 2011 : Of Women’s Modesty and Anger, Boghossian Foundation, Bruxelles, Belgique.
- 2010 : Told, Untold, Retold, Mathaf Arab Museum of Modern Art, Doha, Qatar.
- 2010 : Portraits, Galerie Nathalie Obadia, Bruxelles, Belgique.

#### De 2003 à 2009
- 2009 : Unconditional Love, Biennale de Venise – 53rd International Art Exhibition, Venise, Italie.
- 2009 : Arabesque, Arts of The Arab World, The Kennedy Center, Washington DC, U.S.A.
- 2008 : Far From Home, North Carolina Museum of Art NCMA, Caroline du Nord, U.S.A.
- 2008 : Portraits II, Galeria Leme, São Paulo, Brésil.
- 2008 : Last of the Dictionary Men, BALTIC Centre for Contemporary Art, Newcastle, Royaume-Uni.
- 2008 : Disguise, Michael Stevenson Gallery, Le Cap, Afrique du Sud.
- 2008 : Regards des photographes arabes contemporains, musée national d'Art moderne et contemporain MNAMC, Alger, Algérie.
- 2008 : Perfect Lovers, Art Extra, Johannesbourg, Afrique du Sud.
- 2007 : Gegenwart aus Jahrtausenden, Zeitgenössische Kunst aus Ägypten, Kunstmuseum, Bonn, Allemagne.
- 2007 : Dialogues méditerranéens, Saint-Tropez, France.
- 2006 : Arabiske Blikke, GL Strand Museum, Copenhague, Danemark.
- 2006 : Word into Art, British Museum, Londres, Royaume-Uni.
- 2006 : Images of the Middle East, Danish Center for Culture and Development, Copenhague, Danemark.
- 2006 : 19 miradas. Fotógrafos árabes contemporáneos, Centro Andaluz de Arte Contemporáneo, Séville, Espagne.
- 2005 : Regards des photographes arabes contemporains, Institut du monde arabe, Paris, France.
- 2005 : Nazar, Photographs from the Arab World, The Aperture Foundation Gallery, New York, U.S.A.
- 2005 : L'Égypte, Saline royale d'Arc-et-Senans, France.
- 2005 : Arab Eyes, FotoFest Houston, Texas, U.S.A.
- 2004 : Nazar: Noorderlicht, The Fries Museum, Leeuwaarden, Pays-Bas.
- 2004 : Rites sacrés, rites profanes: Zeitgenossiche Afrikanische Fotographie, Kornhausforum, Berne, Suisse.
- 2004 : Staged Realities: Exposing the Soul in African Photography 1870–2004, Michael Stevenson Contemporary Gallery, Le Cap, Afrique du Sud.
- 2004 : Bamako 03: Contemporary African Photography, Centre de Cultura Contemporània de Barcelona MACBA, Barcelone, Espagne.
- 2003 : Rites sacrés, rites profanes, Rencontres africaines de la photographie, Bamako, Mali.

## Publications
- (en) Youssef Nabil, Sleep in My Arms, Londres, Autograph ABP, 2007
- (en) Youssef Nabil, Sleep in My Arms, Cape Town, Michael Stevenson, 2007
- (en) Youssef Nabil et Octavio Zaya, I Won't Let You Die, Germany, Hatje Cantz Verlag, 2008, 271 p. (ISBN 978-3-7757-2306-0)
- (en) Youssef Nabil (trad. de l'anglais), Youssef Nabil, France, Flammarion, 2013, 247 p. (ISBN 978-2-08-130111-5)